# コービン・マーティン
コービン・モンゴメリー・マーティン（Corbin Montgomery Martin, 1995年12月28日 - ）は、アメリカ合衆国テキサス州ヒューストン出身のプロ野球選手（投手）。右投右打。MLBのボルチモア・オリオールズ所属。

## 経歴

### プロ入りとアストロズ時代
2017年のMLBドラフト2巡目（全体56位）でヒューストン・アストロズから指名され、プロ入り。契約後、傘下のルーキー級ガルフ・コーストリーグ・アストロズでプロデビュー。A-級トリシティ・バレーキャッツでもプレーし、2球団合計で10試合（先発4試合）に登板して0勝1敗1セーブ、防御率2.20、43奪三振を記録した。
2018年はA+級ビューズクリーク・アストロズ、AA級コーパスクリスティ・フックスでプレーし、2球団合計で25試合（先発21試合）に登板して9勝2敗1セーブ、防御率2.51、122奪三振を記録した。
2019年は開幕をAAA級ラウンドロック・エクスプレスで迎え、5月12日にメジャー契約を結んでアクティブ・ロースター入りした。メジャーデビューとなった同日のテキサス・レンジャーズ戦では先発して5.1イニングを2失点の投球で初登板初勝利を挙げた。以後5試合に先発登板したが肘を痛めたため、7月5日にトミー・ジョン手術を受けた。

### ダイヤモンドバックス時代
2019年7月31日にザック・グレインキーとのトレードで、ジョシュ・ロハス、J.B.ブカウスカス、セス・ビアー、金銭と共にアリゾナ・ダイヤモンドバックスへ移籍した。トミー・ジョン手術からのリハビリのため、2019年の残りシーズンと2020年はプレーしなかった。
2021年5月にAAA級リノ・エーシズで実戦復帰を果たし、同月中にメジャーに昇格。6月下旬までに5試合に登板したが、0勝3敗、防御率10.69と全く結果を残すことができず、7月以降は故障のためマイナーでも登板することなくシーズンを終えた。
2022年は7試合（先発2試合）に登板して0勝1敗、防御率4.84という結果に終わった。
2023年はスプリングトレーニングでの試合中に右広背筋の腱を断裂。のちに手術を行い、シーズン全休となった。
2024年は開幕をAAA級リノで迎え、2試合に登板。4月7日にDFAとなった。

### ブルワーズ傘下時代
2024年4月14日にウェイバー公示を経てミルウォーキー・ブルワーズに移籍。AAA級ナッシュビル・サウンズで7試合に登板したが、0勝1敗1セーブ、防御率6.43に終わり、5月10日にDFAとなった。

### オリオールズ時代
2024年5月13日にウェイバー公示を経てボルチモア・オリオールズに移籍。6月15日に40人枠から外れマイナーに降格した。
2025年7月2日、同日にDFAとなったマット・ボウマンの代わりにメジャー契約を結んで、アクティブ・ロースター入りしたが、メジャーに昇格した後は1試合に登板しただけで同月13日にグラント・ウルフラムを昇格させることに伴って、DFAとなった。7月17日にFAとなったが、翌日メジャー契約を結び直した。

## 選手としての特徴
速球と3種類の変化球を制球よく使いこなす洗練された投球が持ち味である。

## 詳細情報

### 年度別投手成績
| 年 度    | 球 団    | 登 板 | 先 発 | 完 投 | 完 封 | 無 四 球 | 勝 利 | 敗 戦 | セ 丨 ブ | ホ 丨 ル ド | 勝 率 | 打 者 | 投 球 回 | 被 安 打 | 被 本 塁 打 | 与 四 球 | 敬 遠 | 与 死 球 | 奪 三 振 | 暴 投 | ボ 丨 ク | 失 点 | 自 責 点 | 防 御 率 | W H I P |
| -------- | -------- | ----- | ----- | ----- | ----- | -------- | ----- | ----- | -------- | ----------- | ----- | ----- | -------- | -------- | ----------- | -------- | ----- | -------- | -------- | ----- | -------- | ----- | -------- | -------- | ------- |
| 2019     | HOU      | 5     | 5     | 0     | 0     | 0        | 1     | 1     | 0        | 0           | .500  | 92    | 19.1     | 23       | 8           | 12       | 0     | 0        | 19       | 1     | 0        | 14    | 12       | 5.59     | 1.81    |
| 2021     | ARI      | 5     | 3     | 0     | 0     | 0        | 0     | 3     | 0        | 0           | .000  | 86    | 16.0     | 23       | 5           | 14       | 0     | 1        | 13       | 0     | 0        | 19    | 19       | 10.69    | 2.31    |
| 2022     | ARI      | 7     | 2     | 0     | 0     | 0        | 0     | 1     | 0        | 0           | .000  | 101   | 22.1     | 25       | 3           | 12       | 0     | 0        | 21       | 2     | 0        | 14    | 12       | 4.84     | 1.66    |
| 2025     | BAL      | 1     | 0     | 0     | 0     | 0        | 0     | 0     | 0        | 0           | ----  | 5     | 1.1      | 1        | 0           | 0        | 0     | 0        | 2        | 0     | 0        | 0     | 0        | 0.00     | 0.75    |
| MLB：3年 | MLB：3年 | 17    | 10    | 0     | 0     | 0        | 1     | 5     | 0        | 0           | .167  | 279   | 57.2     | 71       | 16          | 38       | 0     | 1        | 53       | 3     | 0        | 47    | 43       | 6.71     | 1.89    |

- 2024年度シーズン終了時

### 年度別守備成績
| 年 度 | 球 団 | 投手（P） | 投手（P） | 投手（P） | 投手（P） | 投手（P） | 投手（P） |
| 年 度 | 球 団 | 試 合     | 刺 殺     | 補 殺     | 失 策     | 併 殺     | 守 備 率  |
| ----- | ----- | --------- | --------- | --------- | --------- | --------- | --------- |
| 2019  | HOU   | 5         | 6         | 0         | 1         | 0         | .857      |
| 2021  | ARI   | 5         | 1         | 1         | 0         | 0         | 1.000     |
| 2022  | ARI   | 7         | 2         | 1         | 0         | 0         | 1.000     |
| MLB   | MLB   | 17        | 9         | 2         | 1         | 0         | .917      |

- 2024年度シーズン終了時

### 背番号
- 29（2019年）
- 25（2021年 - 2022年）
- 48（2025年 - ）